# Коряцький заповідник
Коряцький заповідник (рос. Корякский заповедник) — державний природний заповідник, що знаходиться на півночі Камчатки. Створений в 1995 році. З 2015 року перебуває під управлінням «Кроноцький державний заповідник». Розташований в долині річки Куюл, включає також прилеглі гори, півострів Говена і прилеглу акваторію, бухту Лаврова. Складається з 3 ділянок. Площа заповідника — 327 156 га, з них 83 000 — акваторія Охотського моря. Охоронна зона становить — 676 062 га, з них по ділянці «Парапольський дол» в Пенжинському районі — 337 467 га та ділянки «Півострів Говена» в Олюторському районі — 338 595 га.

## Флора і фауна
Рослинний покрив заповідника типовий для беренгійської лісотундри. Рослин 35 видів, з них: папоротеподібні — 1, голонасінні — 2, покритонасінні — 32 види. Гриби — 12 видів. Риби — 20 видів, земноводні — 1 вид. Фауна ссавців Коряцького заповідника налічує 35 видів, з яких 2 завезені — сірий щур і хатня миша. Біля узбережжя півострова Говена тримаються 6 видів морських ссавців. Практично всі річки цього регіону є нерестилищами лососевих. Територія ділянки «Парапольський дол» віднесена до водно-болотних угідь міжнародного значення.